# 王褚街道
王褚街道，是中华人民共和国河南省焦作市解放区下辖的一个乡镇级行政单位。

## 行政区划
王褚街道下辖以下地区：
东于村社区、西于村社区、小王庄社区、东王褚社区、西王褚社区、新店社区、新庄社区、士林社区、嘉禾屯社区、都市路社区、站南社区、锦祥花园社区和锦江现代城社区。